# Dezembermorde

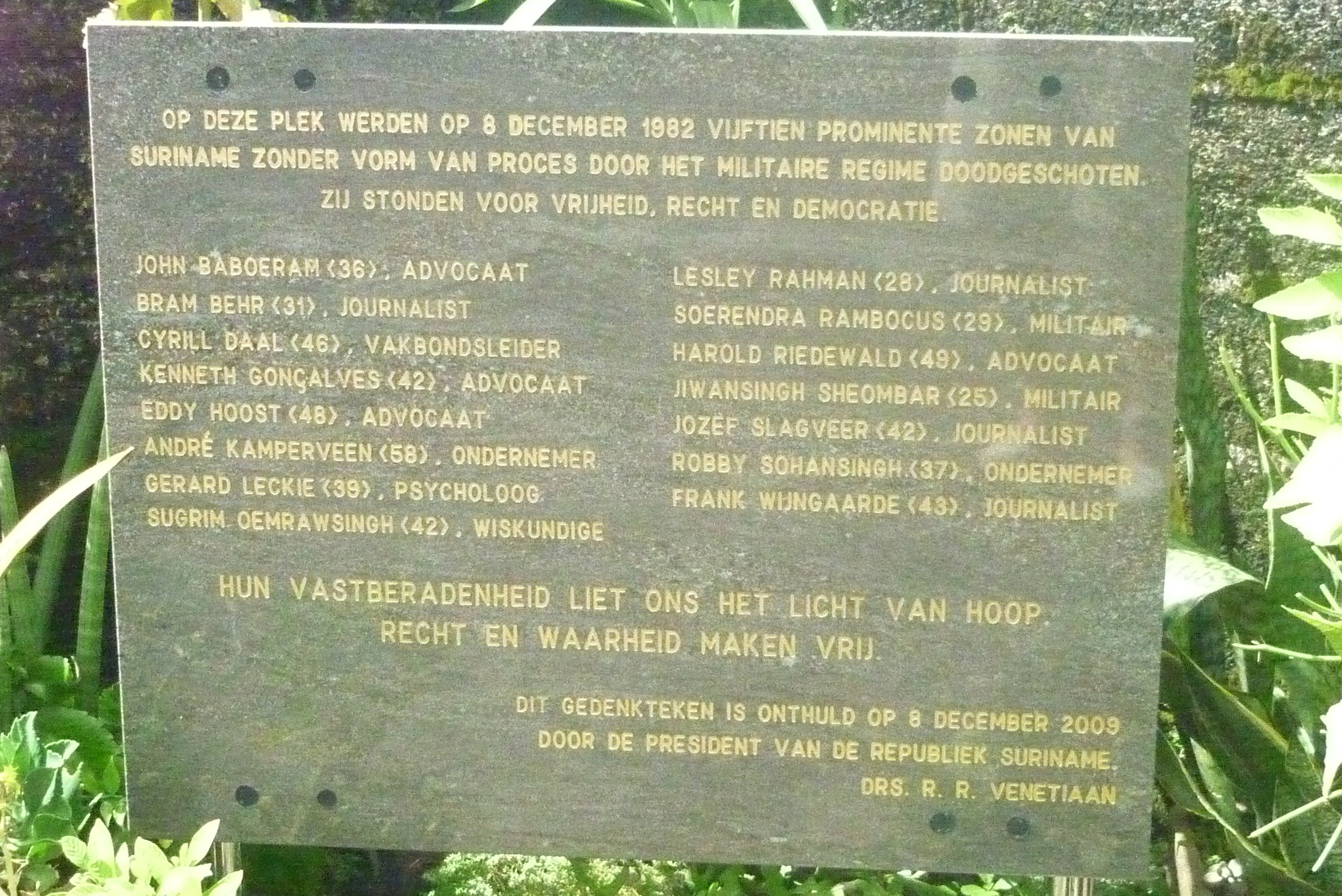
Tafel zum Gedenken an die Dezembermorde im Fort Zeelandia, enthüllt am 8. Dezember 2009 von Präsident Ronald Venetiaan

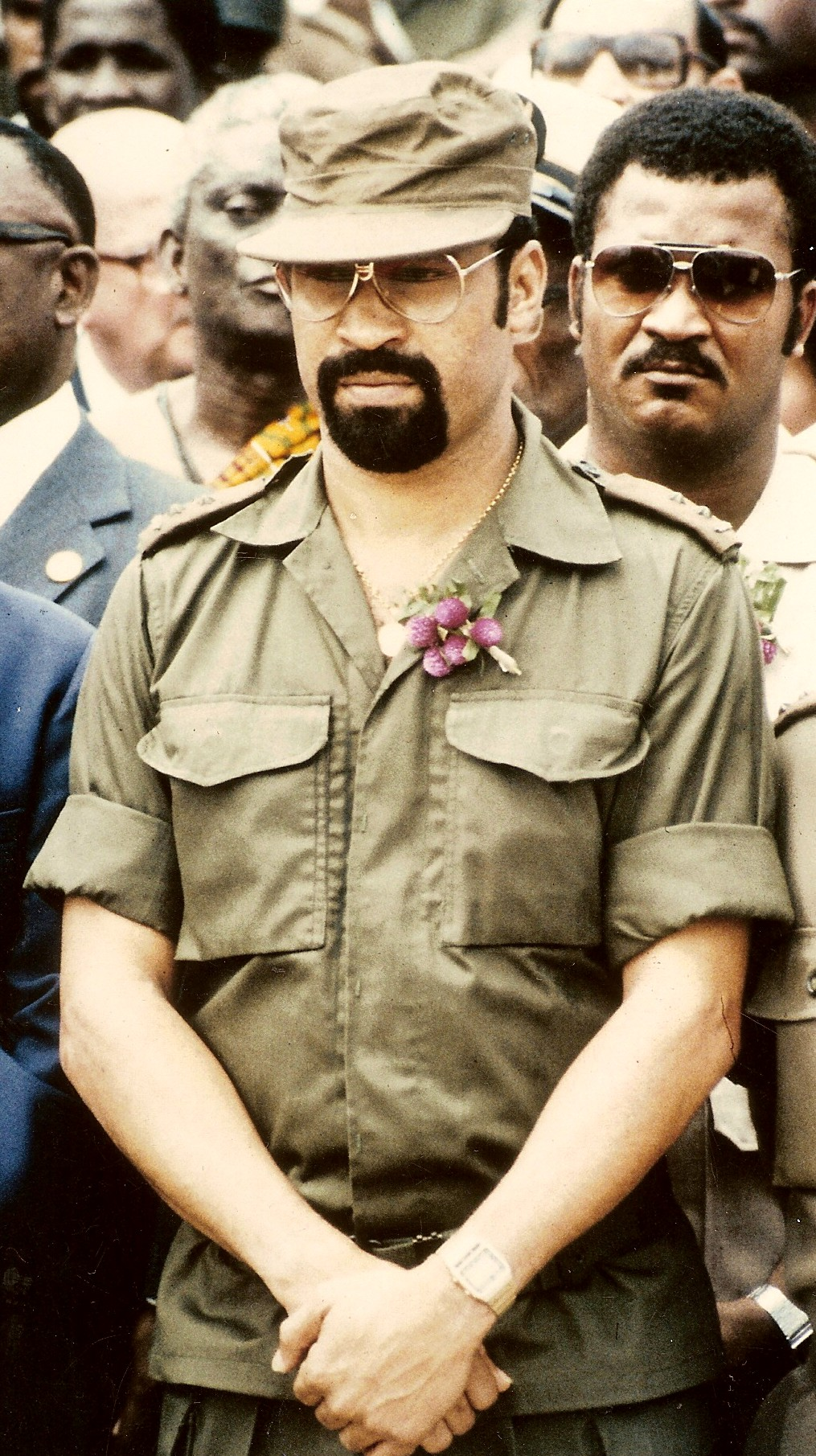
Desi Bouterse, Oberbefehlshaber von Suriname (1985)

Mit dem Begriff Dezembermorde werden die Folterung und Ermordung von 15 Gegnern des surinamischen Militärregimes von Desi Bouterse am 7. und 8. Dezember 1982 bezeichnet. Ab 2007 fand vor einem surinamischen Militärgericht der Strafprozess wegen dieses Verbrechens statt. Nachdem der Prozess über Jahre verzögert und behindert worden war, wurde am 29. November 2019 der Hauptangeklagte Desi Bouterse, damaliger Oberbefehlshaber der Armee und seit 2010 Präsident des Landes, zu 20 Jahren Haft verurteilt; sechs weitere Angeklagte zu Strafen von 10 bis 15 Jahren Haft. Keiner der Verurteilten wurde bis April 2020 in Haft genommen, da die Berufungsmöglichkeiten noch nicht erschöpft waren. Der Hauptangeklagte Bouterse genoss als Präsident des Landes zudem politische Immunität. Bouterse starb im Dezember 2024, ohne die Haft angetreten zu haben.

## DieDezembermorde

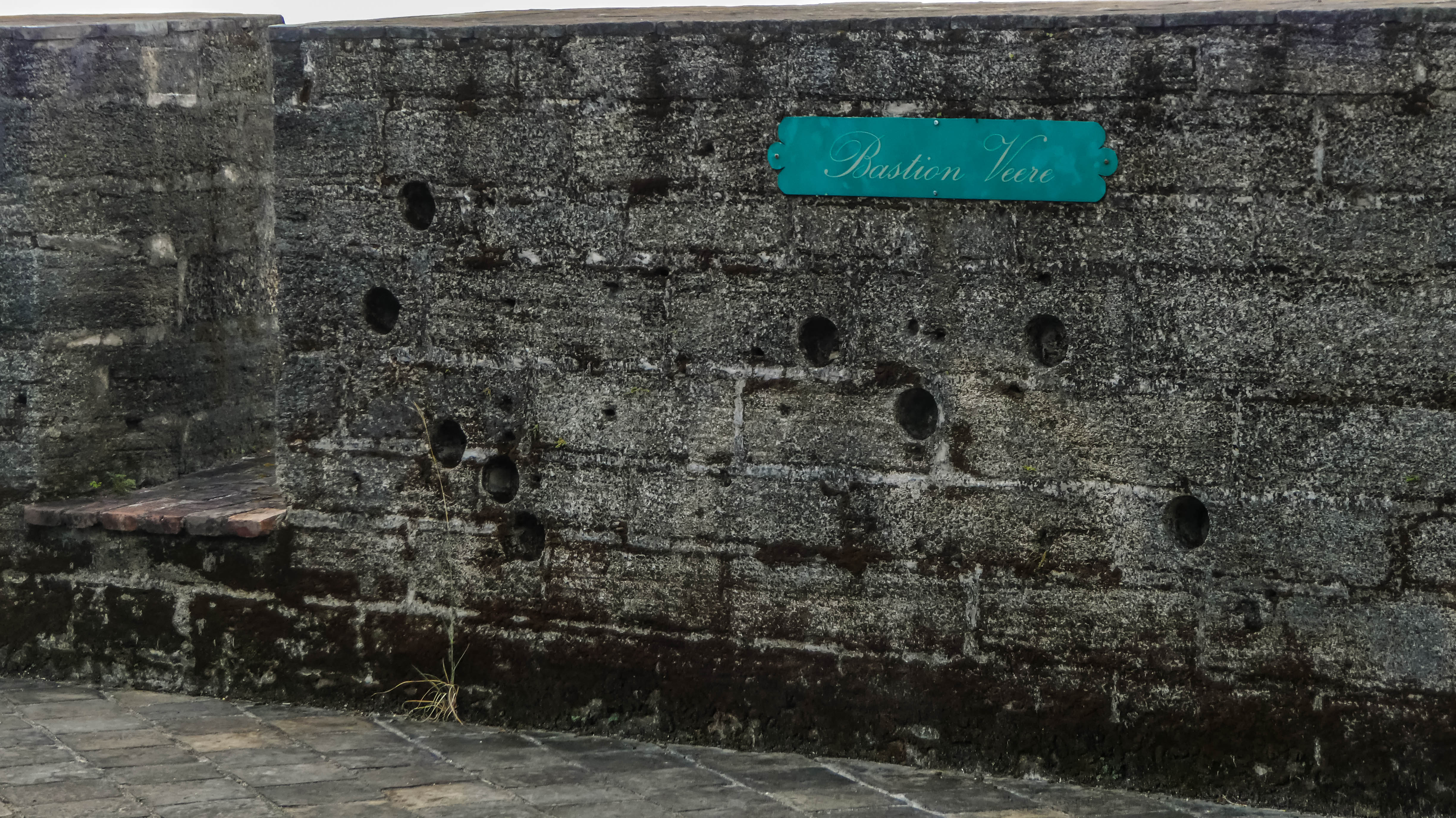
Die Bastion Veere mit Einschusslöchern, von denen einige erst später im Rahmen der Untersuchung verursacht wurden

In der Nacht vom 7. auf den 8. Dezember 1982 wurden 14 prominente Kritiker des Militärregimes von Suriname, dem mit etwas mehr als 500.000 Einwohnern kleinsten Land Südamerikas, aus ihren Wohnungen und zwei weitere aus dem Gefängnis geholt. Die Männer wurden zum Fort Zeelandia gebracht, dem damaligen Hauptquartier der Militärverwaltung nahe der Hauptstadt Paramaribo. Nach Aussagen von Zeugen erhob der damalige Oberbefehlshaber der Armee und Chef des Militärrates, Desi Bouterse, in einem „Scheinprozess“ persönlich Anklagen gegen die Männer. Sie wurden gefoltert und 15 der 16 Männer auf der Bastion Veere im Fort Zeelandia exekutiert.
In derselben Nacht zerstörte das Militär das Hauptquartier der Gewerkschaft Moederbond, zwei Radiostationen sowie die Redaktionsräume der oppositionellen Zeitung De Vrije Stem.
Am 8. Dezember 1982 erklärte Bouterse im surinamischen Fernsehen, dass an Weihnachten 1982 ein Putsch mit der Unterstützung ausländischer Kräfte, darunter der US-amerikanischen CIA, geplant gewesen sei und dass man dies frühzeitig vereitelt habe. Er behauptete zudem, die Männer seien auf der Flucht erschossen worden. Anschließend wurde eine kurze Filmsequenz gezeigt, in der der Häftling Jozef Slagveer zu sehen war, dessen linke Gesichtshälfte geschwollen war und der in Anwesenheit des Mithäftlings Roy Horb vor laufender Kamera eine Erklärung verlas.
Er habe tatsächlich in Zusammenarbeit mit ausländischen Kräften geplant, das Regime zu stürzen. Auch André Kamperveen gab eine ähnliche Erklärung ab, da er aber noch stärkere Spuren von Misshandlungen aufwies, wurde diese nur im Radio gesendet. Der Film wurde erst später während des Strafprozesses gezeigt.
Den Morden waren mindestens drei erfolglose Versuche vorausgegangen, das Militärregime zu stürzen und die Demokratie wieder herzustellen, sowie Massendemonstrationen und Streiks im November 1982, als Reaktion auf die Festnahme des Gewerkschaftsführers Cyrill Daal.

## Die Opfer
- John Baboeram (36), Rechtsanwalt

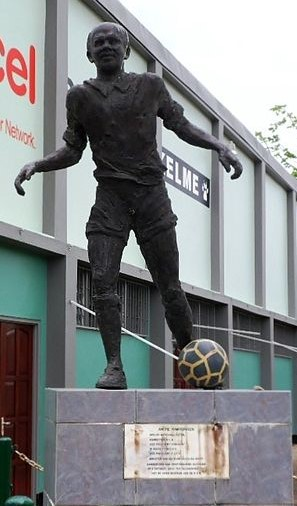
Denkmal für André Kamperveen vor dem Stadion in Paramaribo

- Bram Behr (31), Journalist mit Verbindung zum kommunistischen Wochenblatt Mokro
- Cyrill Daal (46), Vorsitzender des Moederbond, damals größte Gewerkschaft von Suriname
- Kenneth Gonçalves (42), Rechtsanwalt und Präsident des lokalen Anwaltverbandes
- Eddy Hoost (48), Rechtsanwalt
- André Kamperveen (58), Unternehmer, Eigentümer von ABC Radio, vormaliger Minister für Jugend, Sport und Kultur sowie Vizepräsident der FIFA
- Gerard Leckie (39), Psychologe und Dekan der Wirtschaftsfakultät der Universität von Suriname
- Sugrim Oemrawsingh (42), Mathematiker und Naturwissenschaftler sowie ehemaliges Parlamentsmitglied der Vooruitstrevende Hervormings Partij.[8] Sein Zwillingsbruder war Baal Oemrawsingh, Medizindozent an der Universität von Suriname, dessen blutiger Leichnam nach einem Putschversuch im März 1982 aufgefunden worden war.
- Lesley Rahman (28), Journalist der Tageszeitung De Ware Tijd
- Surendre Rambocus (29), Leutnant, der im März 1982 den Putschversuch gegen Bouterse angeführt hatte und im November 1982 zu zwölf Jahren Haft verurteilt worden war
- Harold Riedewald (49), Rechtsanwalt
- Jiwansingh Sheombar (25), Soldat, der beschuldigt wurde, am Putschversuch im März 1982 beteiligt gewesen zu sein und deshalb zu acht Jahren Haft verurteilt worden war
- Jozef Slagveer (42), Journalist und Direktor der Nachrichtenagentur Informa
- Robby Sohansingh (37), Unternehmer
- Frank Wijngaarde (43), Journalist und Radiosprecher bei ABC Radio

Alle Opfer waren Mitglied in der Suriname Association for Democracy. Mit John Baboeram, Eddy Hoost, Kenneth Gonçalves und Harold Riedewald befanden sich vier der renommiertesten Strafverteidiger von Suriname unter den Opfern. Sie waren in dem Prozess wegen eines Putsches am 11. März 1982 als Verteidiger der Angeklagten Surendre Rambocus und Djiewansing Sheombar tätig.
Viele Familienangehörige der ermordeten Männer emigrierten nach den Dezembermorden in die Niederlande, bis 1975 Kolonialmacht von Suriname.

## Berichte und Voruntersuchungen

### Bericht der niederländischen Juristenkommission
Am 14. Februar 1983 legte die niederländische Sektion der Internationalen Juristenkommission (NJCM) in Leiden ihren Bericht zu den Dezembermorden vor. Er fasste die Aussagen von Zeugen zusammen, die zwischen dem 9. und 13. Dezember im Leichenhaus des Universitätsklinikums in Paramaribo die zum Teil verstümmelten Körper der Opfer gesehen hatten. Danach wiesen die Gesichter aller Opfer Spuren von schweren Misshandlungen auf, die Körper Knochenbrüche und andere Verwundungen, die nicht von Gewehrschüssen herrühren konnten.
Auch stellten Experten fest, dass die Schüsse in Brust und Bauch eindeutig von vorne abgegeben worden waren. Fazit des Berichts war, dass die Opfer nicht versucht hatten zu fliehen, sondern dass sie schwer gefoltert und dann getötet worden waren. Es wurden auch einzelne Verletzungen aufgelistet: So war Cyrill Daal entmannt worden. Surendre Rambocus wurde von mehreren Kugeln durchbohrt, angefangen vom linken Fuß bis zum Hals, seine Zunge war herausgeschnitten und das Gesicht von Brandwunden durch Zigaretten übersät. Jiwansingh Sheombars Brust und Bauch wiesen Schüsse in einem Kreuzmuster auf.

### Vereinte Nationen

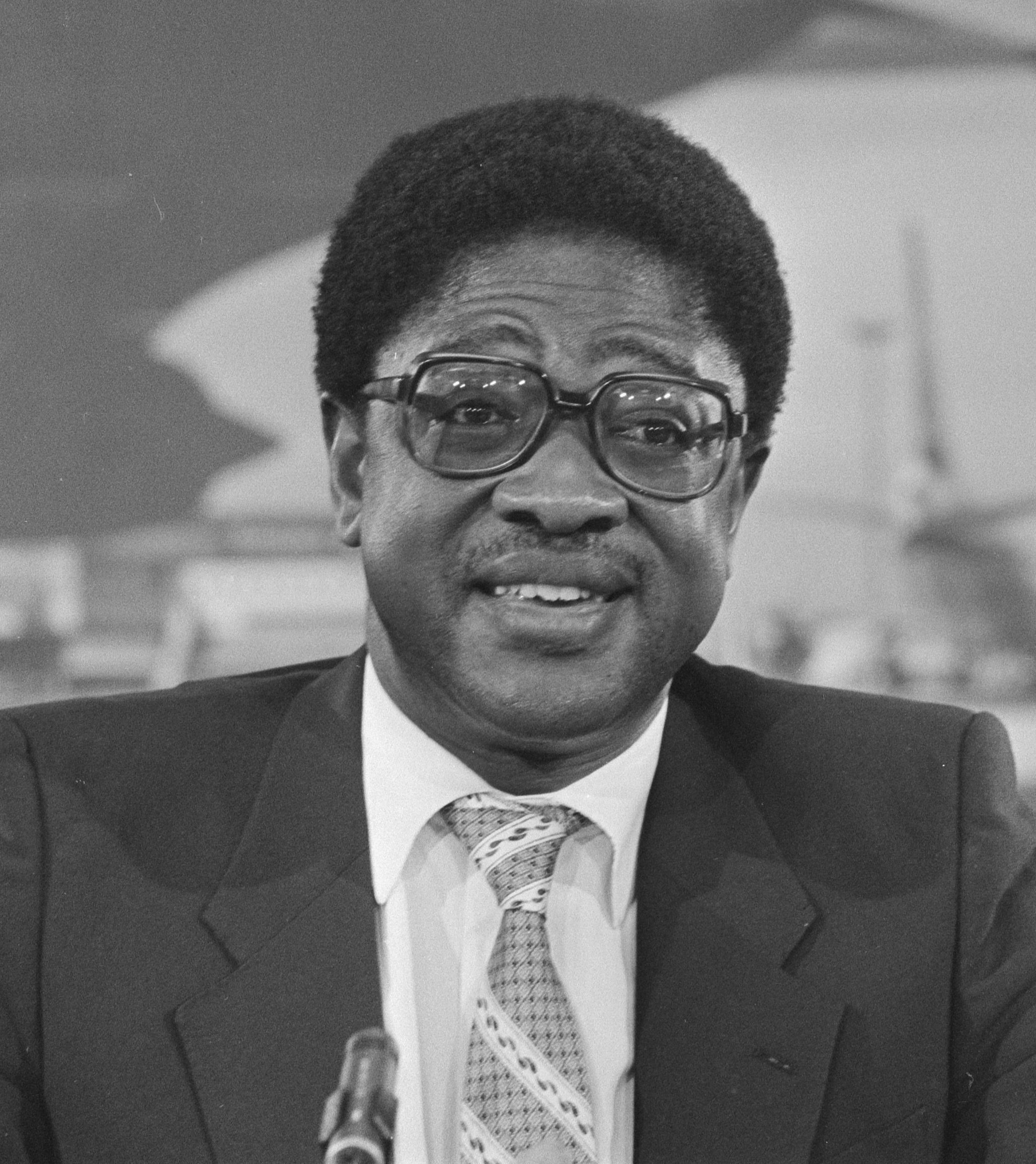
Amos Wako (1984)

1983 forderten die Angehörigen von acht Opfern der Dezembermorde den UN-Menschenrechtsausschuss auf, die Hinrichtungen als Verstoß gegen den Internationalen Pakt über bürgerliche und politische Rechte (IPbpR) zu verurteilen. Die surinamische Regierung verlangte im Gegenzug, der Antrag solle für unzulässig erklärt werden. Der Ausschuss urteilte aber, dass die 15 Opfer unter Verstoß gegen Artikel 6 des IPbpR „willkürlich getötet“ worden seien, und forderte Suriname auf, die Morde zu untersuchen und die Verantwortlichen strafrechtlich zu verfolgen.
1984 besuchte der Sonderberichterstatter des UN-Menschenrechtsausschusses, Amos Wako, Suriname und die Niederlande als ehemaliges Mutterland des Landes, wo eine große surinamische Gemeinschaft lebt. Er stellte fest, dass in der Nacht vom 7. auf den 8. Dezember 1982 „standrechtliche oder willkürliche Hinrichtungen“ stattgefunden hätten, die „eine traumatische Wirkung“ auf die surinamische Bevölkerung gehabt hätten, insbesondere mit Hinblick auf den prominenten Status der Opfer. Viele Surinamer seien der Meinung, dass eine unabhängige Untersuchung und Verfolgung der Schuldigen notwendig sei.
1992 wurde Desi Bouterse in den Niederlanden in Abwesenheit wegen Drogenhandels zu elf Jahren Haft verurteilt. Wegen eines internationalen Haftbefehls konnte er anschließend das Land nicht verlassen, ist aber seit seiner Wahl zum Präsidenten im Jahre 2010 durch politische Immunität geschützt.

### Gerichtliche Untersuchung

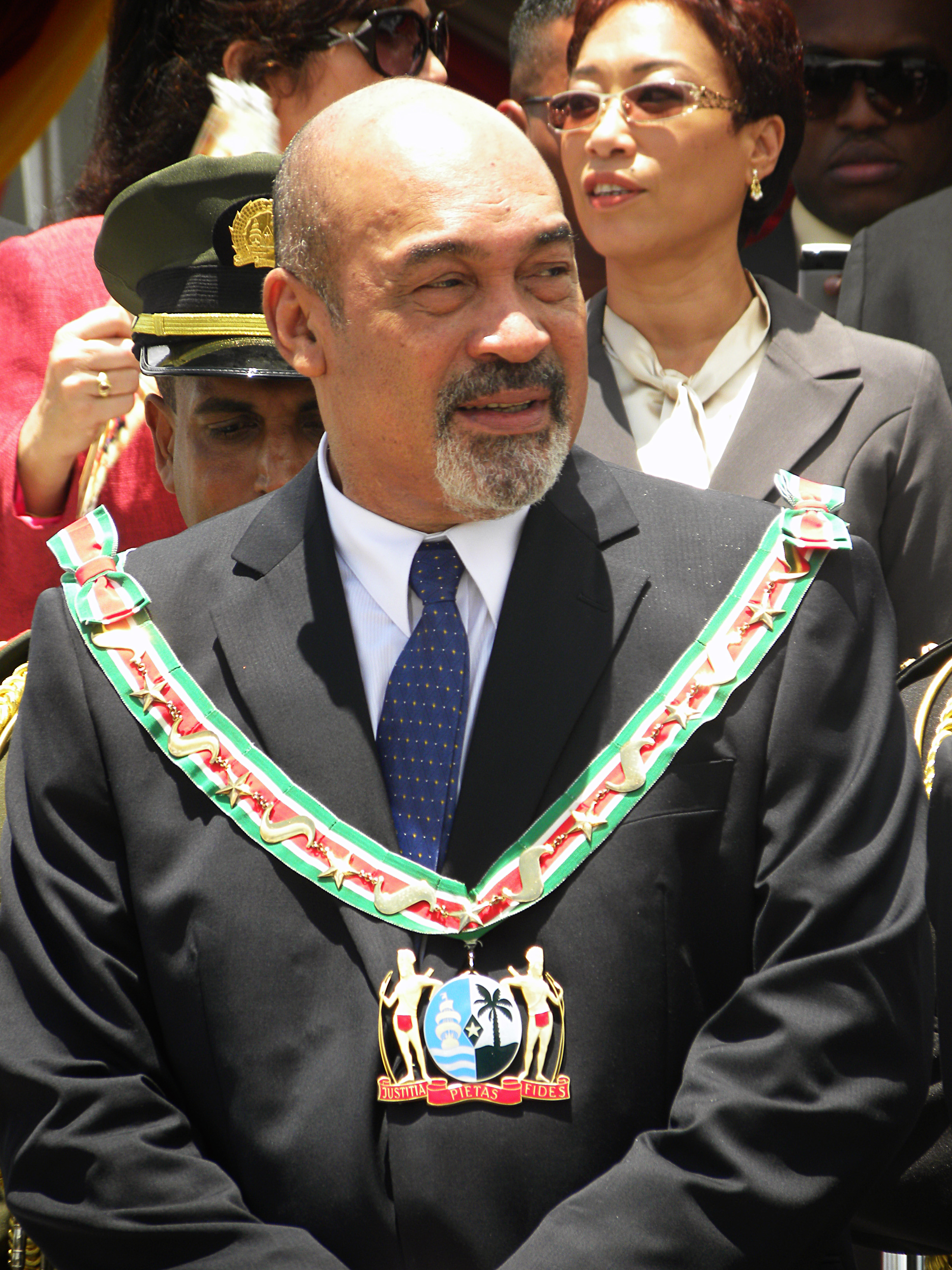
Bouterse als Präsident von Suriname (12. August 2010)

Am 1. November 2000, kurz vor Ablauf der Verjährungsfrist, wurde eine gerichtliche Voruntersuchung unter Leitung von Untersuchungsrichter Albert Ramnewash eingeleitet. Im Dezember 2002 ordnete Ramnewash eine Autopsie der Opfer an, und das Nederlands Forensisch Instituut (NFI) wurde hinzugezogen. Im August 2004 übermittelte das NFI die Ergebnisse der forensischen Untersuchung an das surinamische Untersuchungsteam, das Anfang Dezember 2004 die Voruntersuchung abschloss.
Im Jahr 2000 kam John Dugard, langjähriger Rechtsberater von Bischof Desmond Tutu, zu dem Schluss, dass die Dezembermorde vom 8. Dezember 1982 mit Folterungen und Hinrichtungen ein Verbrechen gegen die Menschlichkeit gewesen seien. Um die friedliche Volksbewegung für Recht und Demokratie zu brechen, seien gezielt ihre intellektuellen Anführer ermordet worden. Im selben Jahr berichtete der einzige Überlebende, der Gewerkschaftsführer Freddy Derby, Bouterse habe ihm zugesagt, ihn am Leben zu lassen, um die „rebellischen“ Gewerkschaften von Suriname zu beruhigen.

## Strafrechtliche Verfolgung

### Beginn des Prozesses
Im März 2007 entschuldigte sich Desi Bouterse öffentlich für die Dezembermorde. Gleichzeitig plädierte er für eine Amnestie der Täter und ihrer Komplizen. Bouterse erklärte, er sei lediglich „politisch verantwortlich“ für die Morde: „Es hieß: sie oder wir.“
Er sei auch nicht in der Festung persönlich anwesend gewesen. Dementgegen sagten zwei Augenzeugen aus, die Opfer Paul Bhagwandas und Roy Horb seien in Bouterses Büro in Fort Zeelandia kurz vor ihrem Tod durch ihn „verhört“ worden. Bouterse habe als „Richter“ agiert und die Strafen ausgesprochen. Laut den Aussagen der beiden Zeugen – zwei Soldaten – wurden die Morde schon einen Monat zuvor vorbereitet. Ursprünglich sei geplant gewesen, die Männer auf einem Patrouillenboot auf See zu erschießen.
Am 30. November 2007, 25 Jahre nach der Tat, begann der Strafprozess wegen der Dezembermorde vor einem Militärgericht in Suriname unter dem Vorsitz von Richterin Cynthia Valstein-Montnor. 25 Männer waren angeklagt, und Desi Bouterse als damaliger Oberbefehlshaber der Armee war der Hauptangeklagte. Speziell für dieses Strafverfahren wurde im Bezirk Domburg ein stark gesicherter Gerichtssaal errichtet.
Der Prozess verlief schleppend, und Bouterse selbst, der im Mai 2010 trotz des laufenden Verfahrens zum Präsidenten von Suriname gewählt worden war und dadurch nun Immunität genoss, erschien bis zu seiner Berufungsverhandlung im Januar 2020 nie vor dem Gericht.
Einer der 25 Angeklagten, Ruben Rozendaal, erklärte am 8. Mai 2010, dass ihm der Anwalt von Bouterse 10.000 US-Dollar gegeben habe, zum Dank dafür, dass er keine Bouterse belastenden Aussagen gemacht habe.
Am 23. März 2012 sagte er aus, Desi Bouterse habe die Opfer Cyrill Daal und Surendre Rambocus eigenhändig erschossen. Bouterse sei ebenfalls verantwortlich für den Tod von Roy Horb, dessen Schwager Guno Mahadew, von Roy Tolud und Wilfred Hawker. Auch sei Bouterse ein Drogendealer und Waffenhändler, der weitere Morde in den 1980er Jahren zu verantworten habe. Rozendaal erklärte, er habe wegen einer schweren Erkrankung nicht mehr lange zu leben und wolle seinen Namen vor seinem Tod reinwaschen. Seine eigene Rolle bei den Dezembermorden habe einzig darin bestanden, André Kamperveen zu Hause abzuholen und nach Fort Zeelandia zu bringen. Er habe nicht an den Folterungen und Morden teilgenommen. Im Dezember 2017 beging Rozendaal Suizid, nachdem der Staatsanwalt für ihn einen Monat zuvor zehn Jahre Haft gefordert hatte.

### Das Amnestiegesetz
Am 19. März 2012 reichten zwölf Parlamentsabgeordnete der Regierungskoalition von Bouterse eine Vorlage zur Erweiterung eines bestehenden Gesetzes zur Amnestie von Straftaten während des surinamischen Bürgerkriegs ein, so dass auch die Dezembermorde davon erfasst würden.
Eine Verabschiedung dieses Gesetzes hätte bedeutet, dass der Prozess um die Dezembermorde im Dezember 2012 ein Ende gefunden hätte. Trotz massiver Kritik wurde es am 4. April 2012 nach drei Tagen hitziger Debatte mit 28 Ja-Stimmen und 12 Nein-Stimmen im Parlament verabschiedet. Alle anwesenden Oppositionsmitglieder stimmten gegen das Gesetz. Bouterse erklärte, die Ratifizierung des Gesetzes bedeute einen „Neuanfang“ für Suriname. Bei einer anschließenden Feier auf dem Onafhankelijkheidsplein in Paramaribo bezeichnete Steve Meye, Bischof einer surinamischen Pfingstkirche und der geistliche Berater von Bouterse, die Gegner des Gesetzes als „Staatsfeinde“, die identifiziert und verhaftet werden müssten.
Als Reaktion auf die Verabschiedung des Gesetzes ließ der niederländische Außenminister Uri Rosenthal den niederländischen Botschafter Aart Jacobi am Tag darauf aus Suriname abrufen. Darüber hinaus ließ er rund 20 Millionen Euro Entwicklungshilfe für Suriname einfrieren. Die Volkspartij voor Vrijheid en Democratie (VVD) und Partij van de Arbeid (PvdA) plädierten für weitergehende Wirtschaftssanktionen.
Der niederländische Premierminister Mark Rutte nannte das Amnestiegesetz „schwer erträglich“, und Suriname würde noch spüren, dass es diese Entscheidung getroffen habe. Am 24. Juni 2012 ordnete Minister Rosenthal ein Einreiseverbot für die 25 Angeklagten in Sachen Dezembermorde an. Auch die Vereinten Nationen, Amnesty International, Human Rights Watch, Reporter ohne Grenzen und weitere Menschenrechtsorganisationen verurteilten das Amnestiegesetz.
Bei den Parlamentswahlen vom 25. Mai 2015 erreichte die NDP von Präsident Bouterse mit 26 von 51 Parlamentssitzen die absolute Mehrheit.

### Fortgang des Prozesses und Urteil

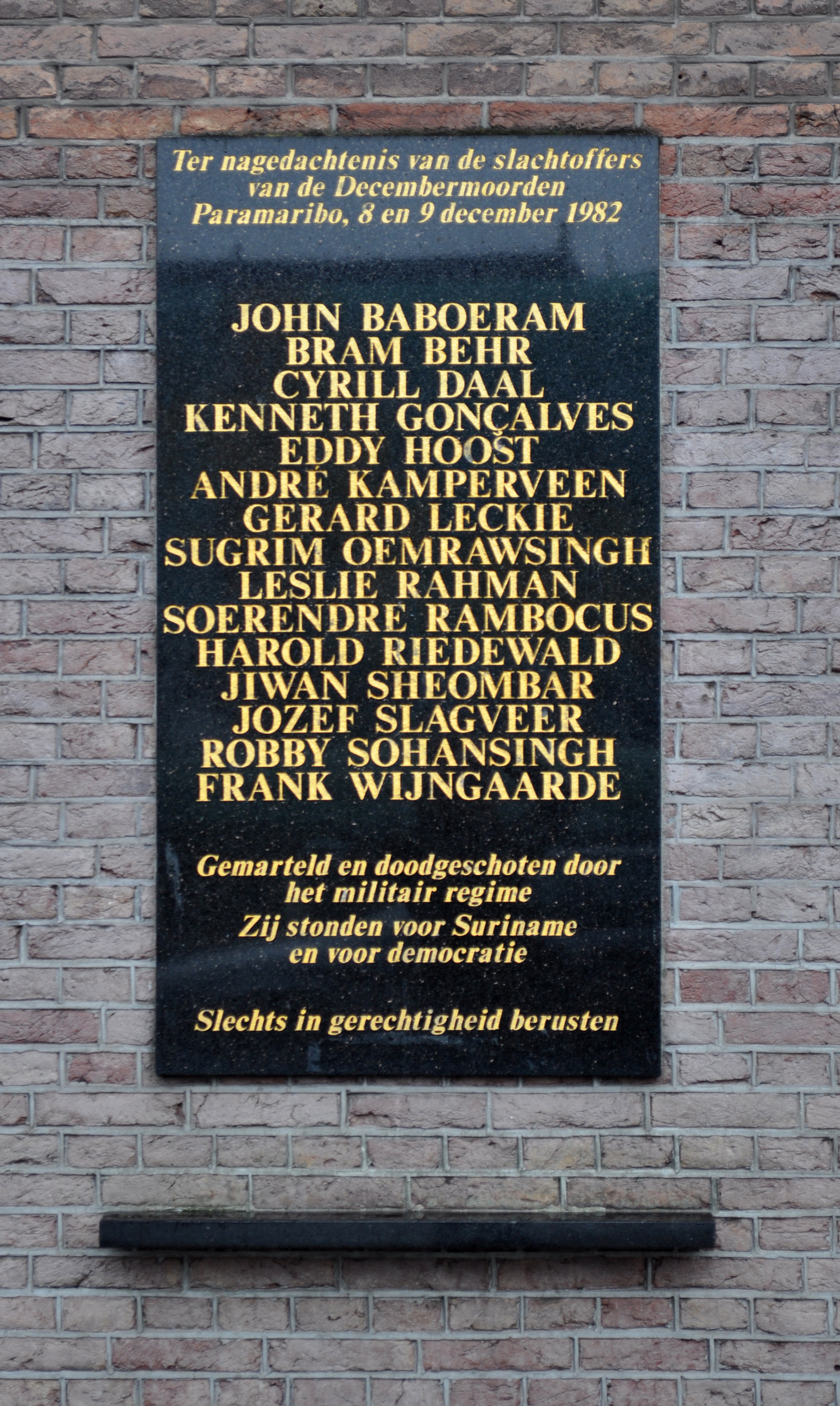
Tafel zum Gedenken an die Opfer der Dezembermorde an der Mozes en Aäronkerk in Amsterdam

Am 9. Juni 2016 entschied das Militärgericht, dass das Amnestiegesetz nicht rechtmäßig sei und der Prozess fortgesetzt werde: Das Gesetz sei während des laufenden Prozesses verabschiedet worden und hätte zudem von einem Verfassungsgericht überprüft werden müssen. Kurz darauf suchte Bouterse das Gespräch mit Richtern und informierte Armee und Polizei über eine „Verfassungskrise“, in der sich das Land infolge des Urteils angeblich befinde. Kritiker, darunter die Surinamese Bar Association (SOVA), betrachteten diese Vorgänge als Angriff auf die Gewaltenteilung. Auch im Parlament erklärte Bouterse, dass es eine „Verfassungskrise“ gebe. Mit Berufung auf den Artikel 148 der surinamischen Verfassung ließ er den Prozess vorübergehend unterbrechen, da dieser eine „Gefahr für die nationale Sicherheit Surinames“ darstelle.
In der Folge wurden weitere Sitzungen des Gerichts mehrfach verschoben. Am 30. Januar 2017 kündigte das Gericht an, dass die Verhandlung gegen Bouterse und seine Mitverdächtigen fortgesetzt werde. Es stellte fest, dass Bouterse zu Unrecht in den Prozess eingegriffen habe und sich nicht auf den Verfassungsartikel 148 berufen könne. Am 9. Februar solle das Urteil gesprochen werden, aber die Sitzung wurde vertagt, weil die Staatsanwaltschaft gegen diese Entscheidung des Gerichts Berufung einlegte.
Vermutet wurde, dass dieser unerwartete Schritt auf Druck der Regierung auf den Oberstaatsanwalt zurückzuführen war. Im Mai 2017 erklärte der Oberste Gerichtshof von Suriname die Berufung jedoch für unbegründet.
Am 28. Juni 2017 forderte Staatsanwalt Roy Elgin jeweils 20 Jahre Haft für Bouterse und vier weitere Angeklagte wegen geplanten Mordes. Bouterse konterte diese Forderungen mit der Behauptung, kein Richter könne über ihn richten, da er „von Gott eingesetzt“ sei. Strafforderungen für weitere Angeklagte folgten in den kommenden Monaten.
Nach weiteren Verzögerungen sprach das aus drei Richterinnen – Cynthia Valstein-Monthor, Suzanne Chu und Rewita Chatterpal – bestehende Gericht am 29. November 2019, über zwölf Jahre nach Prozessbeginn, die Urteile: Bouterse wurde zu 20 Jahren Haft verurteilt.
Auch sechs Mittäter wurden verurteilt: Benny Brondenstein, Ernst Gefferie und Iwan Dijksteel zu je 15 Jahren sowie Stephanus Dendoe, Kenneth Kempes und Lucien Lewis zu je 10 Jahren Gefängnis. Zehn Angeklagte wurden freigesprochen. Sechs weitere Angeklagte waren im Laufe der Jahre verstorben.
Die Verlesung des 120-seitigen Urteils durch Cynthia Valstein-Montnor, das der surinamische Politikwissenschaftler Hans Breeveld als „juristisches Meisterwerk“ bezeichnete, dauerte drei Stunden. Es wurden indes keine Haftbefehle erlassen, da nach surinamischem Gesetz Verhaftungen von Verurteilten erst erfolgen können, wenn alle Berufungsmöglichkeiten ausgeschöpft sind.
Präsident Bouterse befand sich an diesem Tag auf einem Staatsbesuch in China. Sein Anwalt kündigte an, Berufung gegen das Urteil einzulegen, zumal Bouterse „in Abwesenheit“ verurteilt worden sei. Das Urteil sei eindeutig „politisch motiviert“. Die Richter hätten aus den Verhören der Opfer „ein Drama“ gemacht.
Zur Berufungsverhandlung am 22. Januar 2020 erschien Desi Bouterse erstmals persönlich vor Gericht, umgeben von zehn Leibwächtern und unter lautem Beifall von rund 1500 Anhängern von ihm und seiner Partei Nationale Democratische Partij (NDP). Diese waren von der NDP aus allen Teilen des Landes mit Bussen zum Gerichtsgebäude gebracht worden. Straßen waren abgesperrt und die Schulen geschlossen. Da der Staatsanwalt und ein Richter wegen Krankheit nicht anwesend waren, wurde die Sitzung nach wenigen Minuten beendet.
Jeff Handmaker, Leiter der unabhängigen Beobachtungsmission der Internationalen Juristenkommission (ICJ) und Hochschullehrer an der Erasmus-Universität Rotterdam, listete auf, wie Bouterse, sein Anwalt und seine Parteifreunde alles in ihrer Macht Stehende taten, um den Strafprozess wegen der Dezembermorde zu diskreditieren, zu beenden und/oder zu verzögern. Dabei habe er auch das Gesetz missbraucht, wie etwa mit dem unrechtmäßigen Amnestiegesetz von 2012.
Handmaker verwies auch auf die zahlreichen öffentlichen Schikanen gegen die Justiz und die Versuche, ihre Legitimität zu untergraben. Handmaker kam zu dem Schluss, dass Präsident Bouterse sich des Lawfare (politischer Verfolgung, Zerstörung des öffentlichen Ansehens und des Unschädlichmachens eines politischen Gegners durch unrechtmäßigen Gebrauch von juristischen Instrumentarien) schuldig gemacht habe, um den Rechtsstaat in Suriname zu untergraben.
Nach Auffassung des Anwalts Gerard Spong, der mit Opfern der Morde befreundet war und die Staatsanwaltschaft bei der Anklage beriet, bleibe Bouterse nur noch „der politische Fluchtweg“. Seine einzige Rettung sei die Präsidentschaft. Deshalb habe Bouterse ein vitales Interesse daran, die Wahlen am 25. Mai 2020 zu gewinnen. Sobald er kein Präsident mehr sei und keine Immunität mehr genieße, gehöre Bouterse „natürlich“ ins Gefängnis „geworfen“.

### Verurteilung und Flucht
Am 29. November 2019 verurteilte das Militärgericht in Suriname Desi Bouterse zu 20 Jahren Gefängnis für die Dezembermorde von 1982.
Auch sechs Mittäter wurden verurteilt: Benny Brondenstein, Ernst Gefferie und Iwan Dijksteel zu je 15 Jahren sowie Stephanus Dendoe, Kenneth Kempes und Lucien Lewis zu je 10 Jahren Gefängnis.
Am 20. Dezember 2023 wurde durch den Hof van Justitie in einem Berufungsverfahren letztinstanzlich die Verurteilung von Bouterse zu 20 Jahren Haft bestätigt. Die Verurteilung der vier Mitangeklagten zu 15 Jahren Haft wurde ebenfalls bestätigt.
Die Vollstreckung der Urteile wurde ausgesetzt, da die Verurteilten ein Gnadengesuch an den Präsidenten Surinames gestellt hatten. Wenig später wurde das Urteil gegen Bouterse und seine Mitangeklagten erneut bestätigt, und Bouterse aufgefordert, im Januar 2024 die Haft anzutreten.
Nachdem Bouterse am 12. Januar 2024 um 13 Uhr nicht zum vorgesehenen Haftantritt im Santo Boma, dem Gefängnis von Paramaribo, erschienen war, wurde ein internationaler Haftbefehl gegen ihn beantragt. Seine Frau ließ mitteilen, dass Bouterse nicht vorhabe, sich zu stellen. Mit Bouterse verschwunden ist sein ehemaliger Leibwächter Iwan Dijksteel, der ebenfalls verurteilt worden war und seine Haft nicht antrat. Am 25. Dezember 2024 gab die Regierung bekannt, dass Bouterse nach kurzer Krankheit am 24. Dezember verstorben ist.

## Erinnerung
Zum Gedenken an die Dezembermorde wurde 1992 an der Südmauer der Mozes en Aäronkerk in Amsterdam eine Gedenktafel mit den Namen angebracht. Jährlich findet dort eine Gedenkveranstaltung statt. Die Familien der Mordopfer gründeten die Stichting 8 december 1982.
2009 wurde im Fort Zealandia vom damaligen Präsidenten Ronald Venetiaan eine Tafel mit den Namen der Opfer enthüllt. Dort sind die Einschusslöcher von der Hinrichtung erhalten.
Nach André Kamperveen wurde in Paramaribo im Jahre 2000 das dortige Fußballstadion benannt, zudem erinnert ein Standbild seiner Person am Stadion an ihn.

### Sachbücher
- Sandew Hira: Balans van een coup: drie jaar Surinaamse revolutie. Futile, Rotterdam 1983, ISBN 90-6323-057-5 (niederländisch).
- Jan Sariman, mit einem Nachwort von Henk Chin A Sen: De Decembermoorden in Suriname: verslag van een ooggetuige. Het Wereldvenster, Bussum 1983, ISBN 90-293-9435-8 (niederländisch).
- Willem Oltmans: Willem Oltmans in gesprek met Desi Bouterse. Jan Mets, Amsterdam 1984, ISBN 90-70509-15-6 (niederländisch).
- Harmen Boerboom/Joost Oranje: De 8 december moorden: slagschaduw over Suriname. BZZTôH, 's-Gravenhage 1992, ISBN 90-6291-762-3 (niederländisch).
- Theo Para: De schreeuw van Bastion Veere. Van Gennep, Amsterdam 2009, ISBN 90-5515-441-5 (niederländisch).
- Ivo Evers/Pieter van Maele: Bouterse aan de macht. De Bezige Bij, 2012, ISBN 978-90-234-7293-3 (niederländisch).

### Romane
Edgar Cairo schrieb schon in den Tagen nach den Dezembermorden den Roman De smaak van Sranan Libre. Der Text erschien in Teilen in der Zeitung Het Parool und wurde als Hörspiel von Radio Nederland Wereldomroep ausgestrahlt. 2007 erschien der Roman als Buch.
2005 verfasste Cynthia McLeod den historischen Roman ...die Revolutie niet begrepen!..., in dem auch die Dezembermorde thematisiert werden.